# Teinobasis kirbyi
Teinobasis kirbyi är en trollsländeart som beskrevs av Harry Hyde Laidlaw, Jr. 1902. Teinobasis kirbyi ingår i släktet Teinobasis och familjen dammflicksländor. Inga underarter finns listade i Catalogue of Life.